# Le Conte d'hiver
Pour les articles homonymes, voir Winter's Tale.
Le Conte d'hiver (The Winter's Tale) est une tragicomédie de William Shakespeare. Probablement écrite en 1610 ou 1611, cette pièce est habituellement classée dans les « romances tardives » de Shakespeare.
Quelques critiques la considèrent comme une « comédie à problème » en raison de la tension dramatique des trois premiers actes, alors que les deux derniers tournent à la comédie et se terminent sur un heureux dénouement.

## Histoire
Léonte, roi de Sicile, et Polixène, roi de Bohême, ont été élevés ensemble, comme deux frères. À l'âge adulte, ils respectent l'éthique de leur rang royal. Mais alors que Polixène est en visite officielle en Sicile, Léonte est pris d'une folie passionnelle et destructrice : la jalousie. Il soupçonne sa femme Hermione d'avoir une relation adultère avec son ami d'enfance et de porter l'enfant né de cette trahison. Il fait donc enfermer sa femme mais ne parvient pas à empoisonner Polixène. Celui-ci s'enfuit grâce à l'aide de Camillo, fidèle serviteur de Léonte et qui ne peut se résoudre à exécuter l'ordre de son roi devenu fou de jalousie. En prison, Hermione accouche de la petite Perdita. Celle-ci est abandonnée sur ordre du roi par Antigonus, contraint et forcé d'obéir, sur un lointain rivage pour y mourir.
Hermione, fière et innocente, jure de ne pas survivre à l'infamie, quand bien même celle-ci serait reconnue et regrettée. Effectivement, lors du procès que lui fait subir son mari jaloux, désapprouvé par l'ensemble de sa cour, elle est innocentée par les émissaires du roi revenus de l'oracle de Delphes. Blanchie, lavée de toute accusation, elle redevient subitement aux yeux du roi la reine de Sicile, son seul amour et la mère de ses enfants. Mais il est trop tard pour le roi. Hermione, n'ayant plus de bonheur sur terre et étant assurée de l'intégrité de son nom, se laisse mourir. Le premier enfant de Léonte et Hermione, le jeune Mamillius, ne supporte pas de voir sa mère répudiée et calomniée par son père ; il en meurt.
Cette première partie de la pièce, « tragique », se conclut donc sur la vision d'un roi brisé par sa propre folie, responsable de la mort de sa femme et de ses deux enfants, ayant perdu l'amitié de celui qui était comme son frère, Polixène et le soutien de Camillo, son plus fidèle appui.
Antigonus est tué par un ours  tandis qu'un orage a raison de son navire. Mais la petite Perdita, abandonnée sur cette côte hostile à la violence des fauves et de l'orage, n'est pas morte. Elle est recueillie par un vieux berger et son fils, l'étrange « Clown ».
Après l'intervention du Temps, l'histoire fait un bond de seize ans.
On retrouve alors Perdita, qui est devenue une magnifique bergère, sur le point de se marier à celui dont elle est devenue l'objet de l'amour, le fils du roi de ce pays, Florizel, déguisé aux yeux de tous les autres en simple berger. Or, son père n'est autre que Polixène, le roi de Bohème, l'ami trahi de Léonte (aussi étrange que cela puisse paraître, la Bohème est dans le Conte accessible par la mer). Ayant eu vent du projet de son fils, il se déguise lui aussi en berger, accompagné du toujours fidèle Camillo, pour assister à la Fête de la tonte, fête pastorale au cours de laquelle le mariage doit avoir lieu. Un autre convive, moins respectable, est le voleur, le menteur, le bateleur, l'amuseur, Autolycus, qui entend bien tirer le maximum de profit de l'assemblée et en particulier du Clown. Au moment fatidique, le roi se révèle, interrompt le mariage et interdit à son fils de revoir Perdita.
Désespéré, le couple cherche du secours auprès de l'inestimable Camillo, qui voit là une occasion de revoir sa chère Sicile. Il envoie les deux amants auprès du roi Léonte pour qu'ils y trouvent refuge, eu égard au rang de Florizel et de l'ancienne amitié qui avait lié les vieux rois de Bohème et de Sicile. Puis il accompagne Polixène à la poursuite de son fils, dont il a révélé le lieu de la fuite.
Ici s'arrête peut-être la partie dite  « pastorale » du Conte d'Hiver, qui contraste violemment avec la première partie.
Tout le monde étant de retour en Sicile, on y découvre le vieux roi Léonte éperdu de chagrin, vieilli, brisé, ressassant sans cesse son injuste folie, encouragé en cela par Paulina, la veuve d'Antigonus, fidèle suivante de la reine Hermione, qui entretient scrupuleusement et sans pitié le remords du roi. L'arrivée de Polixène est pour lui un rayon de soleil. Il retrouve son vieil ami et, par le jeu des reconnaissances, comprend que la jeune Perdita n'est autre que sa propre fille, qu'il croyait avoir assassinée. Le mariage a lieu entre les deux enfants royaux et l'innocence des enfants est comme l'expiation de la faute des pères. Le bonheur des enfants efface le malheur des parents. Paulina, certaine que le roi se réjouit de la fortune de Perdita, lui révèle alors l'existence d'une statue d'Hermione. Léonte se recueille face à l'image parfaite de sa femme et annonce le retour de leur fille. La statue s'anime, Hermione reprend vie et pardonne à son époux le mal qu'il a fait seize ans auparavant. La tragédie se termine en comédie. Les fidèles serviteurs, Paulina et Camillo, sont mariés l'un à l'autre. Le mal est réparé. La Mort elle-même est mise en échec.

## Personnages

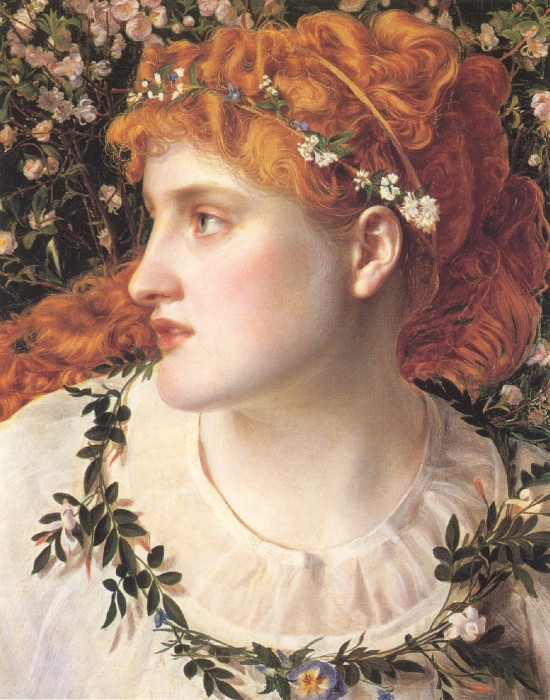
Perdita chez les bergers, Anthony Frederick Augustus Sandys, vers 1866.

### Personnages principaux

#### Sicile
- Léonte, roi de Sicile
- Camillo, seigneur de Sicile
- Hermione, reine de Sicile

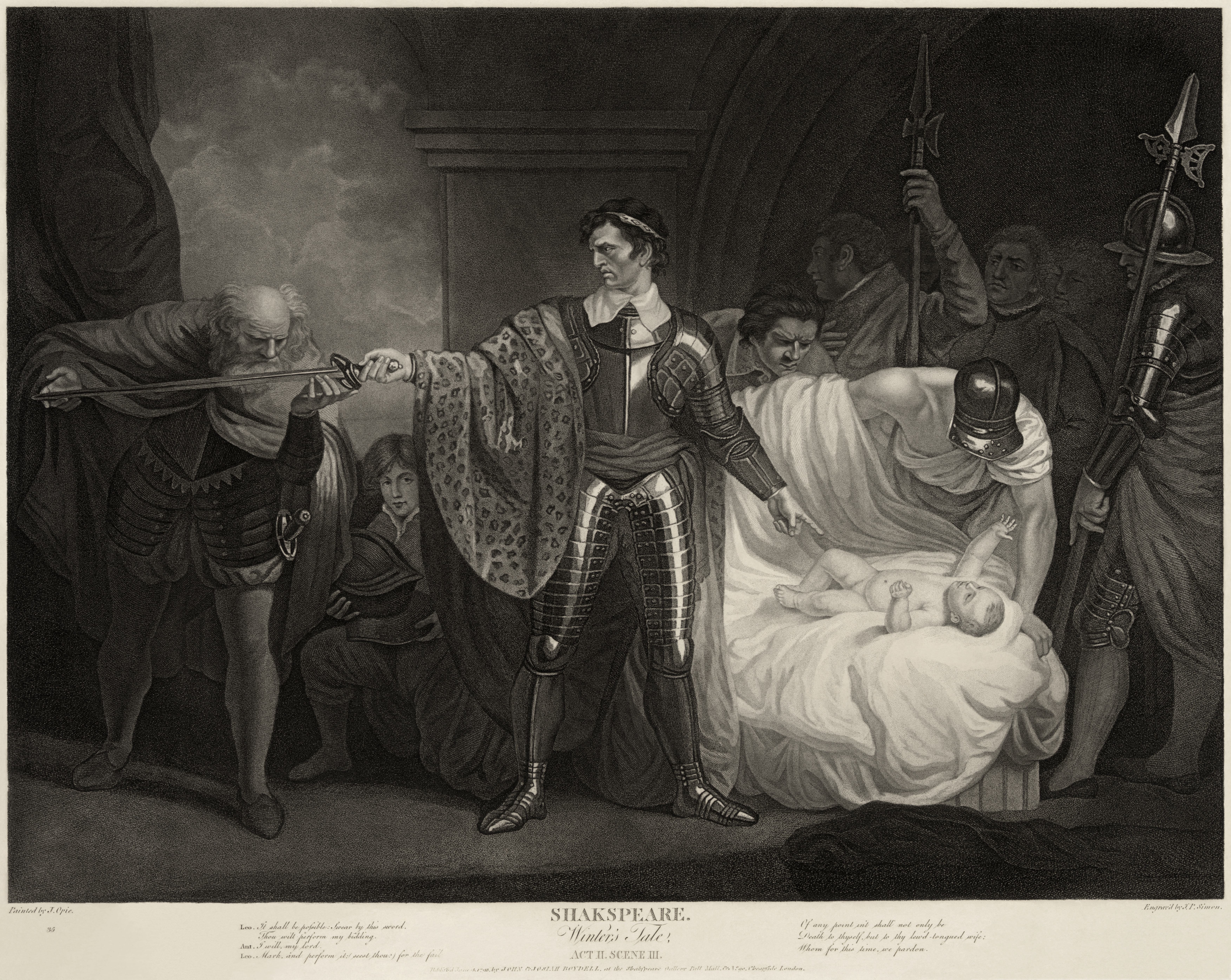
Antigonus, Léonte et l'enfant Perdita (acte 2, scène 3).

- Paulina, dame de compagnie de Hermione
- Antigonus, mari de Paulina, sujet de Léonte
- Mamillius, fils de Léonte et Hermione
- Perdita, fille de Léonte et Hermione

#### Bohème
- Polixène, roi de Bohême
- Florizel, fils de Polixène, prince voulant se marier à Perdita

### Personnages secondaires
- Archidamus, seigneur de Bohême
- Un vieux Berger, père adoptif de Perdita
- le Clown, fils du Berger
- Autolycus, un colporteur fripon
- Le Temps, dans le rôle du chœur

Maquette de costumes pour le théâtre du Vieux-Colombier en février 1920
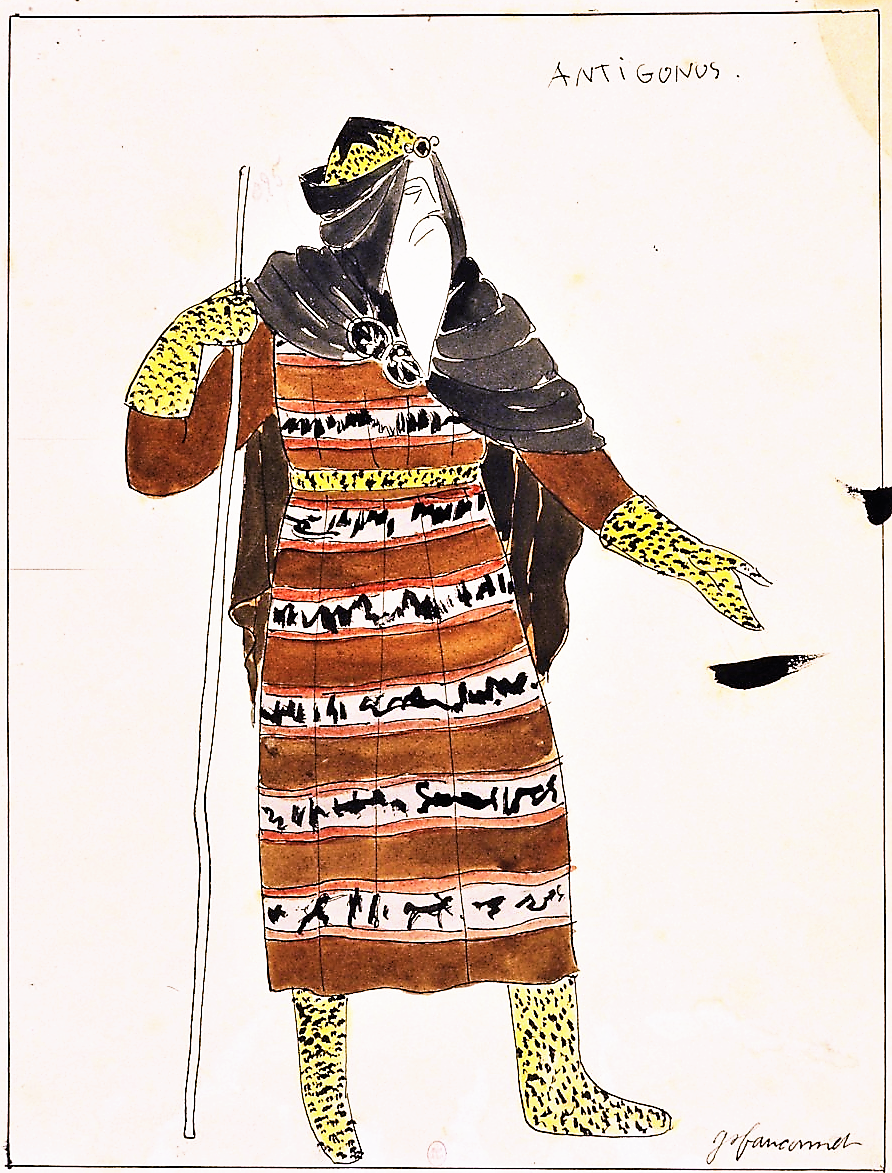
Antigonus
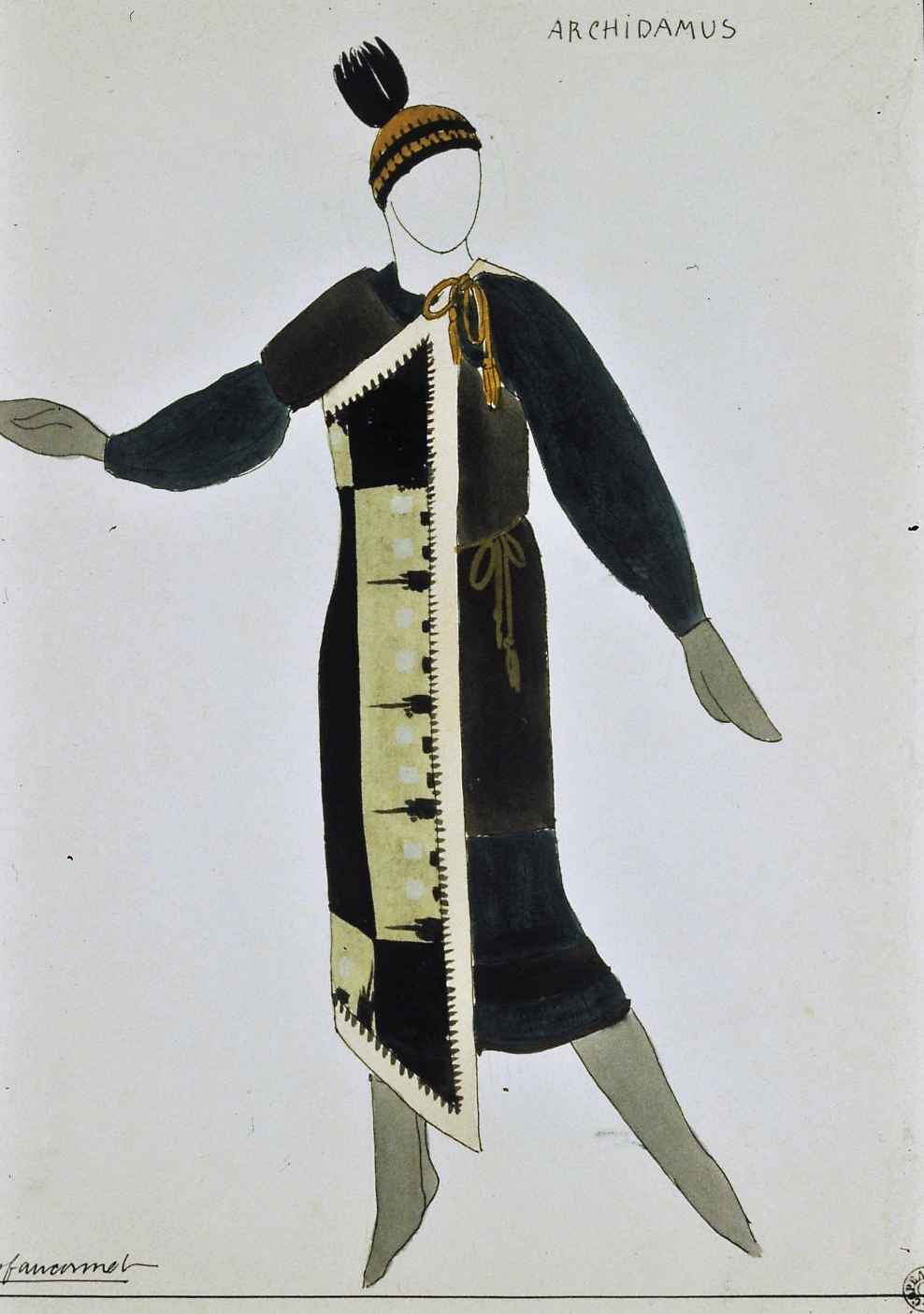
Archidamus
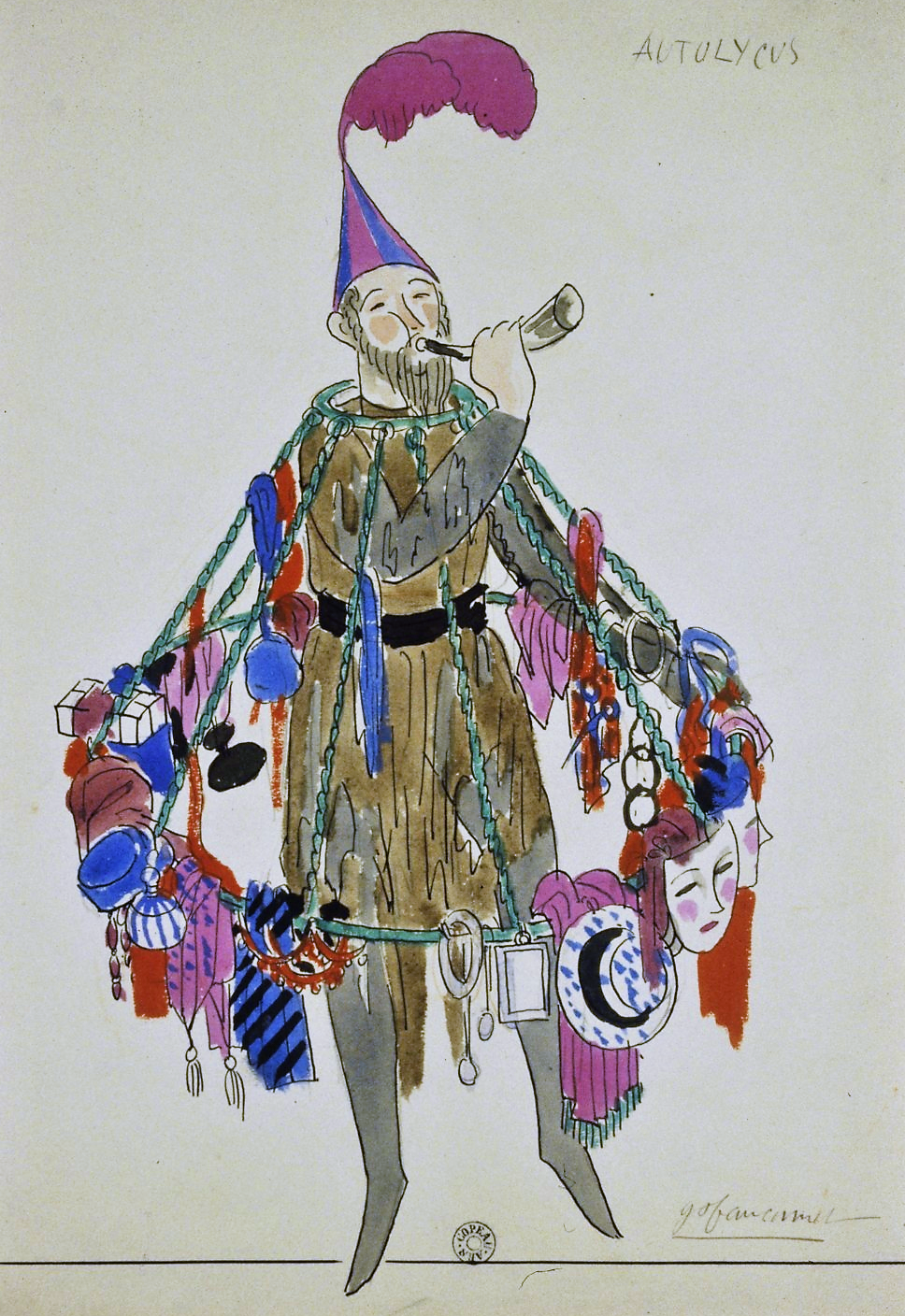
Autolycus
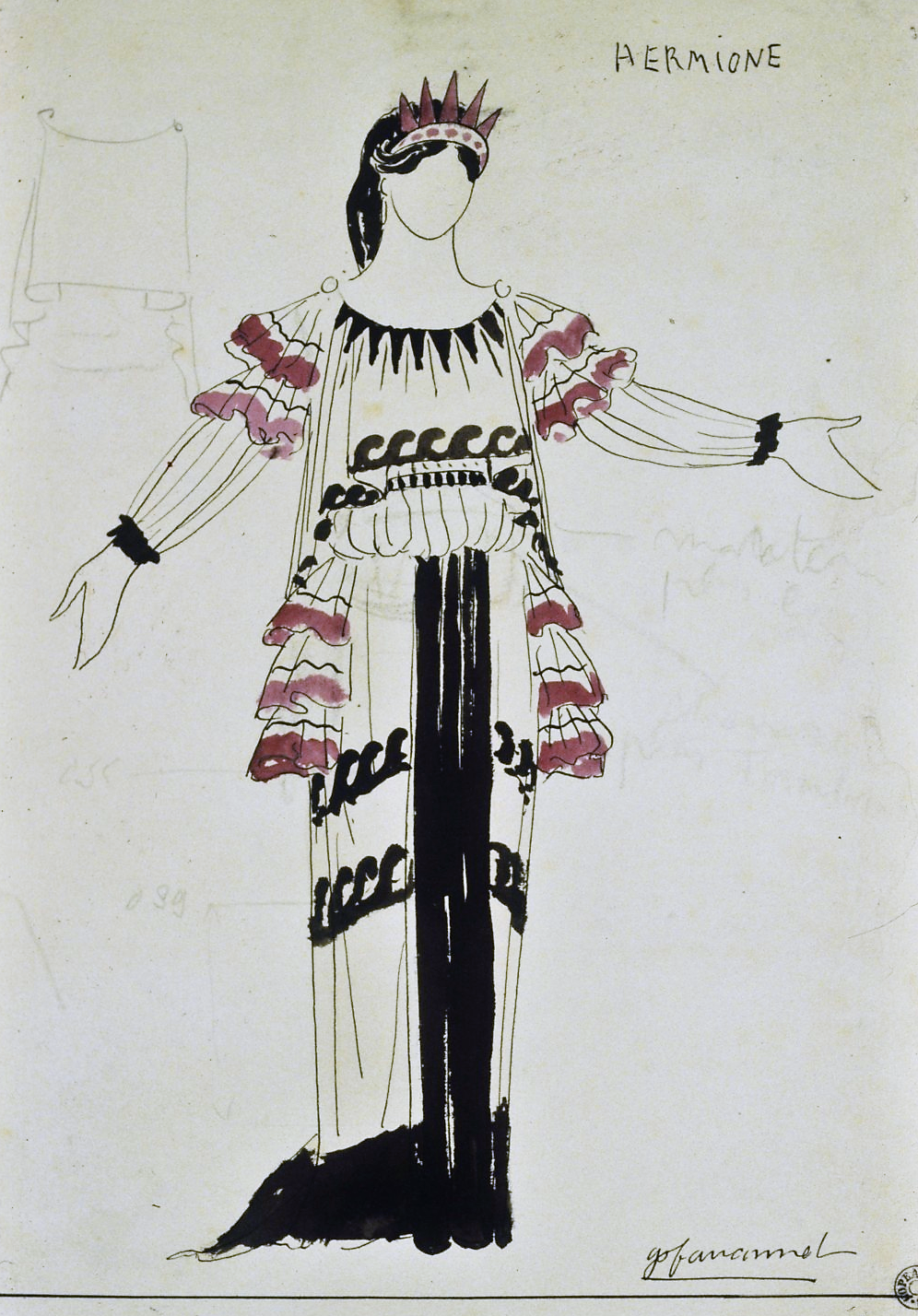
Hermione
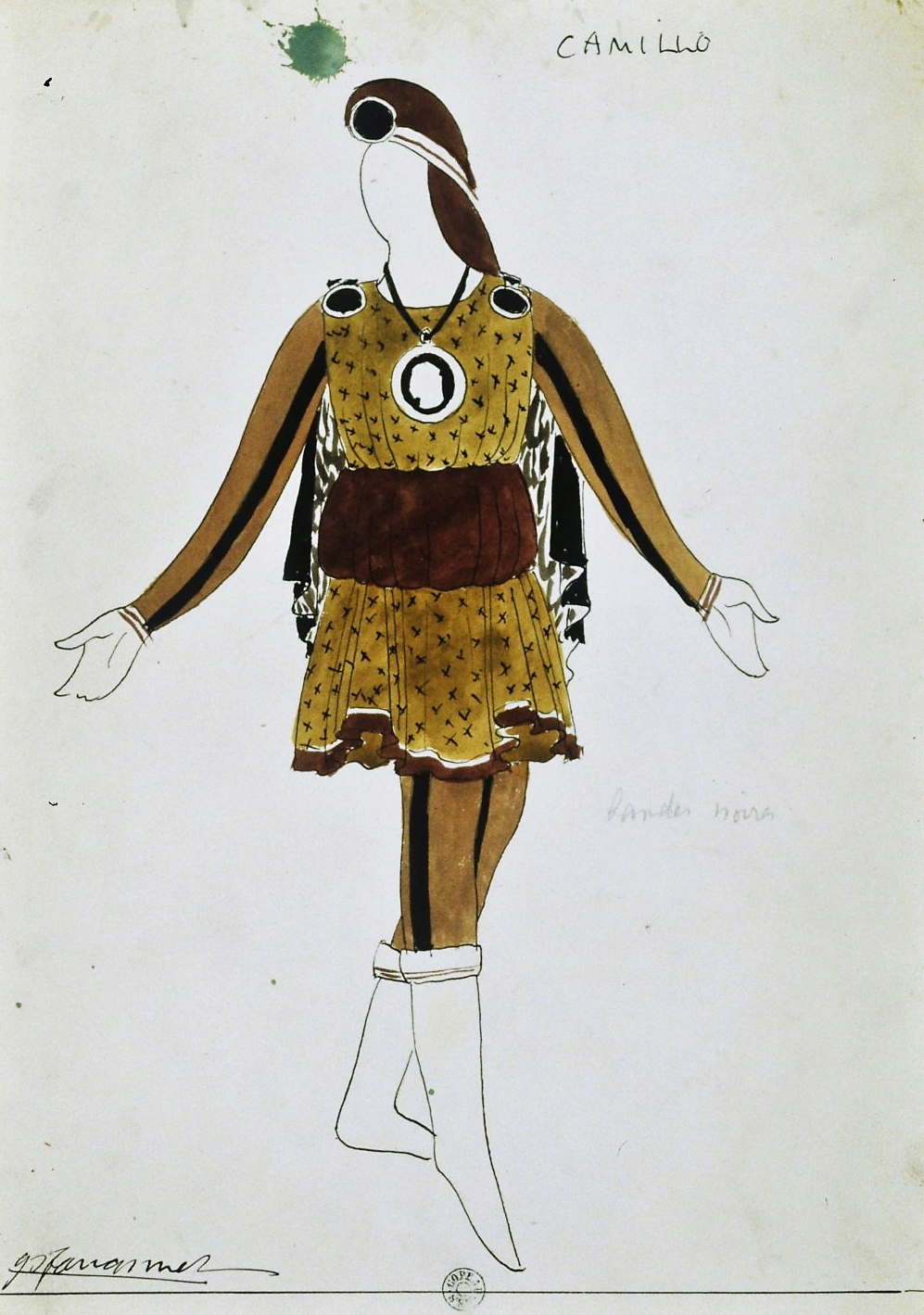
Camillo
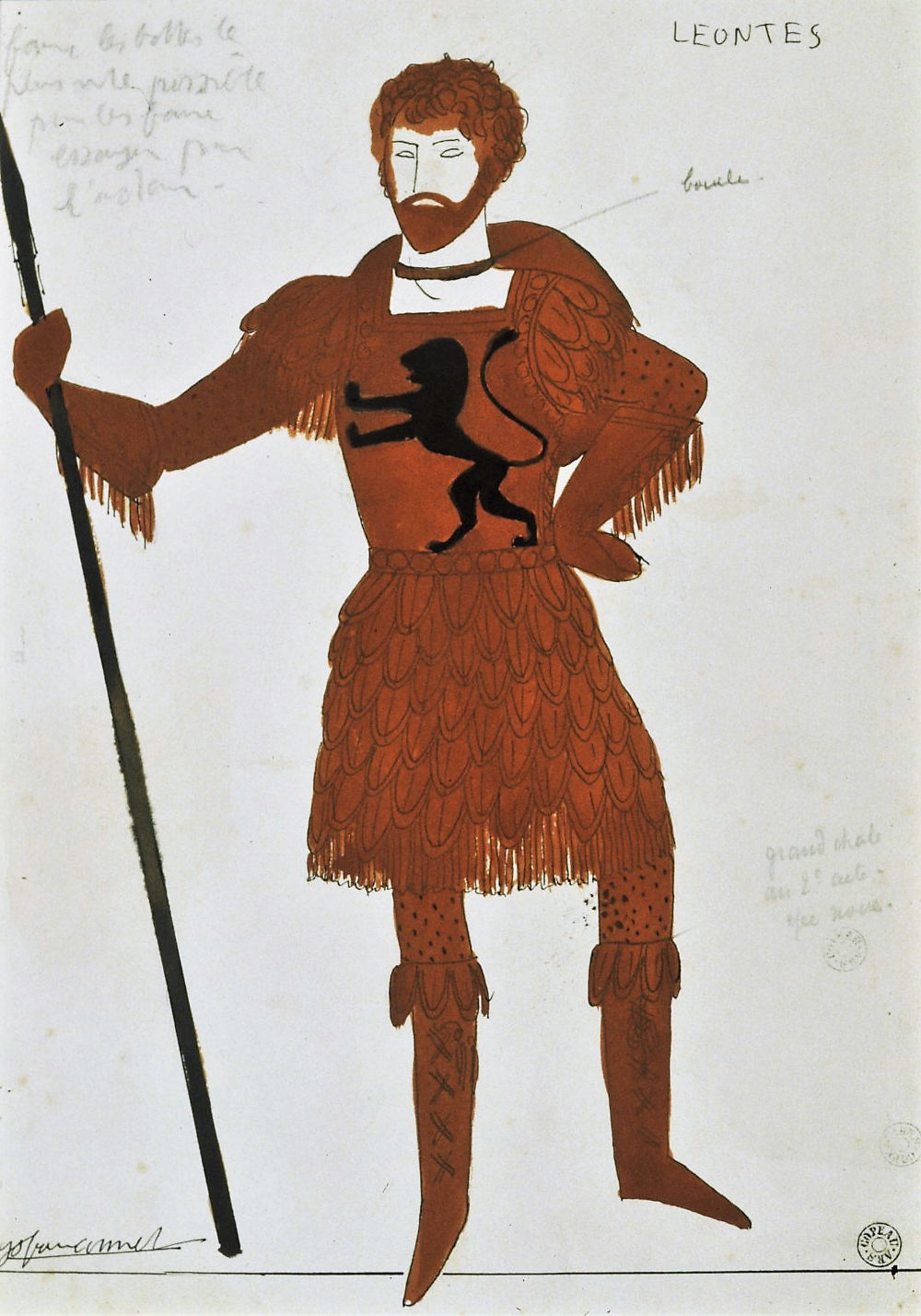
Léontes
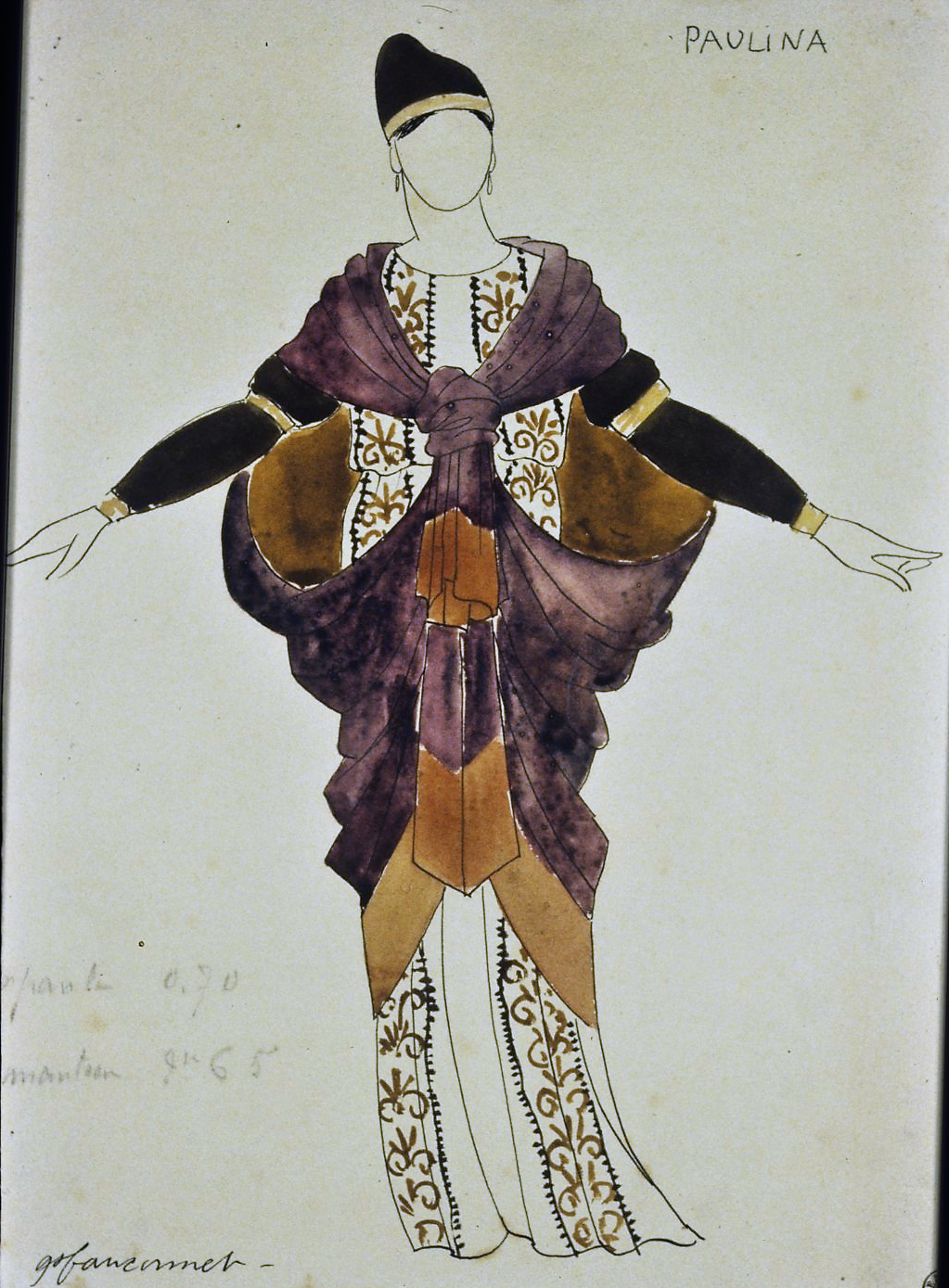
Paulina
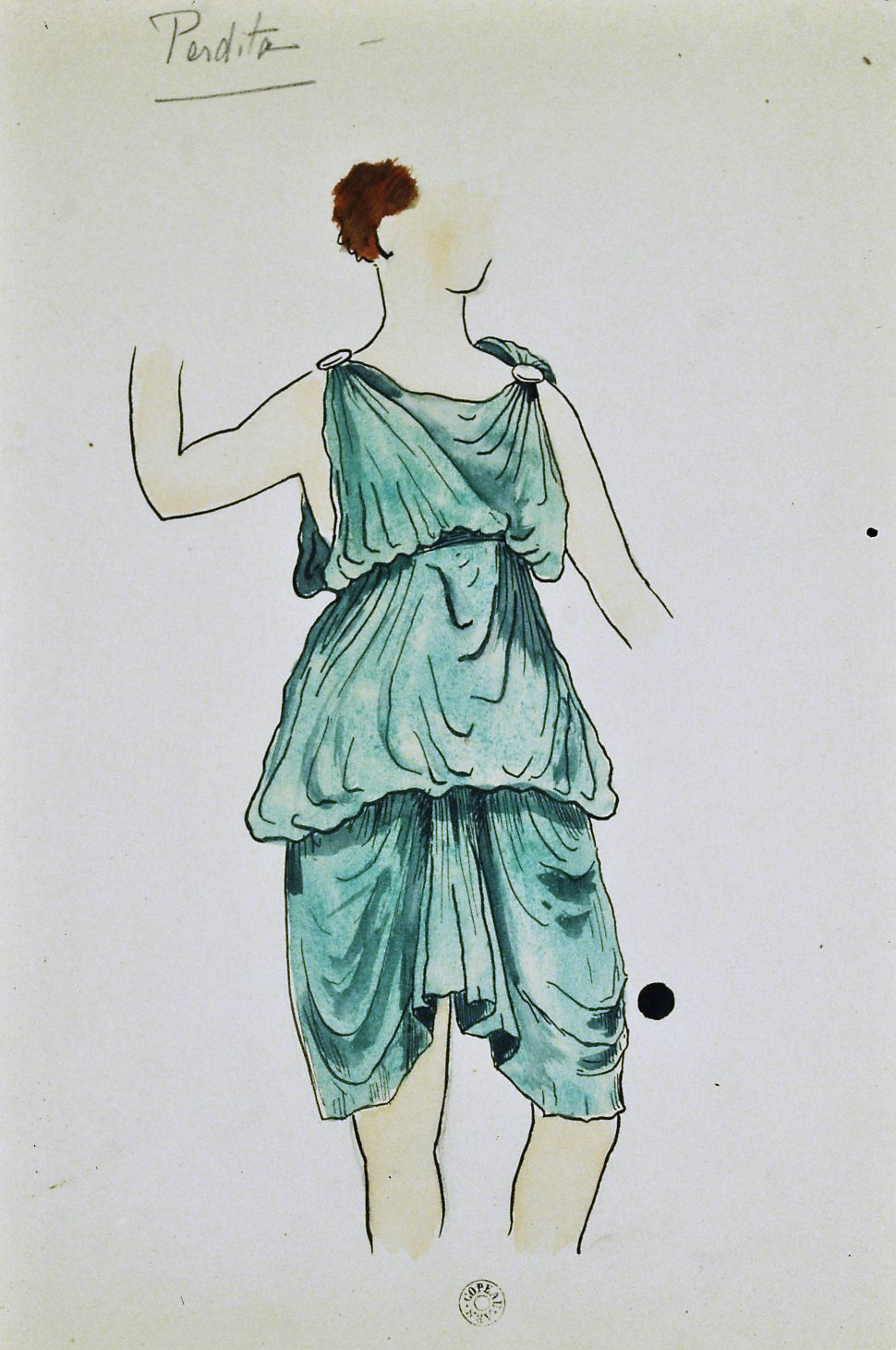
Perdita
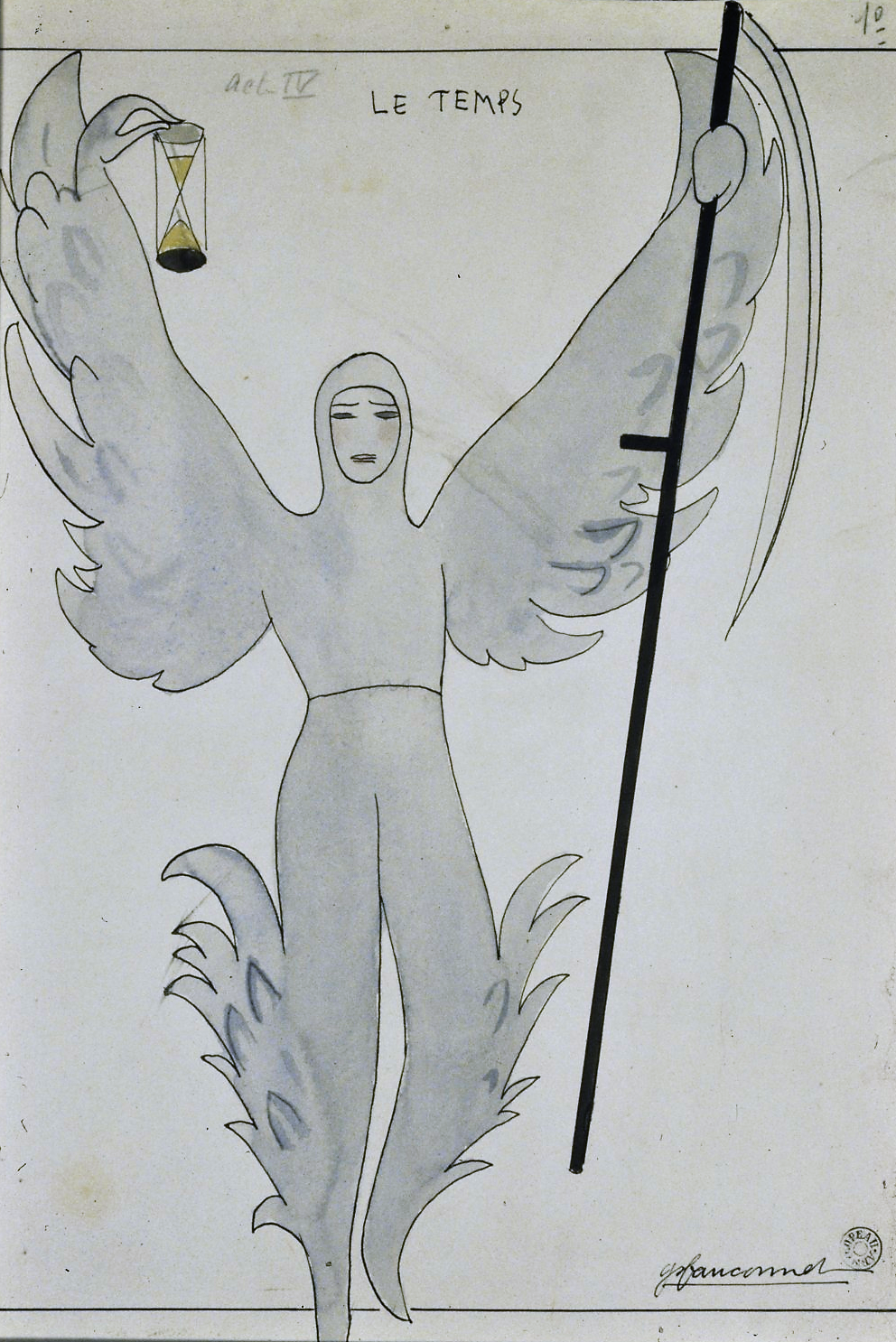
Le  Temps

### Composition
La pièce se compose de cinq actes bien distincts. Les trois premiers mettent en scène la tragédie de la folie jalousie de Léonte, qui conduit à la mort de Mamillius, de la reine Hermione et d'Antigonus, de même qu'à la fuite de Polixène et de Camillo. À la liaison entre les deux temps de la pièce et à la rencontre des genres, une allégorie du temps annonce un changement de registre brutal, du tragique au burlesque, de la mort à l'amour. Entre la fin du troisième acte et le début du quatrième, seize années se sont écoulées. Ces années marquent l'âge de la princesse Perdita, abandonnée dans le désert de Bohème et recueillie par le Berger et le clown.

## Mises en scène

### Au Théâtre

#### Spectacle en langue originale
La plus ancienne représentation attestée de la pièce date du 5 novembre 1611 où elle fut jouée à la cour. Une autre représentation eut lieu au palais de Whitehall pour marquer les festivités précédant le mariage de la princesse Élisabeth, fille du roi Jacques Ier, avec l'électeur palatin Frédéric V, le 14 février 1613. Le registre des spectacles de la cour note encore plusieurs représentations les 7 avril 1618, 18 janvier 1623 et 16 janvier 1634 du calendrier grégorien.

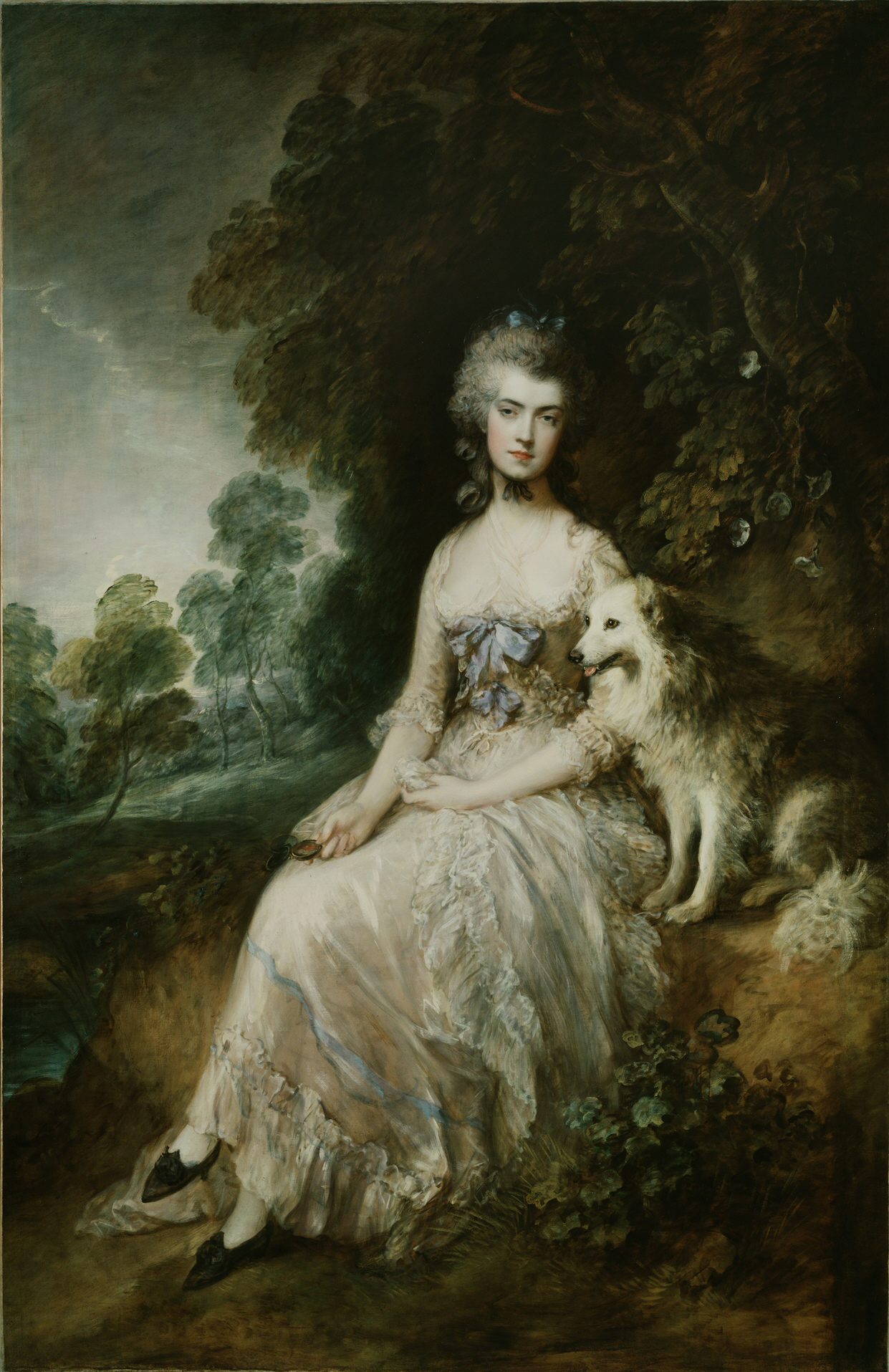
Mrs. Mary Robinson
(Perdita), v. 1781
par Gainsborough
Wallace Collection

The Winter's Tale resta méconnu pendant la Restauration anglaise à la fin du XVIIe siècle, contrairement à d’autres œuvres de Shakespeare. Il fut rejoué en 1741 à Goodman's Fields et en 1742 à Covent Garden. Une adaptation de la pièce, The Sheep-Shearing (La Tonte des moutons), fut donnée à Covent Garden en 1754 ; une autre version remaniée, Florizal and Perdita, fut jouée à Drury Lane en 1756.
Mary Robinson (1758-1800) qui apparue pour la première fois sur scène en 1776, se fit connaître le rôle de Perdita. C'est dans ce personnage que Thomas Gainsborough la représente vers 1781. Elle devint la maîtresse du prince de Galles mais fut rapidement rejetée en 1781, date de ce portrait. La similitude entre ce destin et celui de l'héroïne de Shakespeare l'a conduit à devenir «Perdita» Robinson.

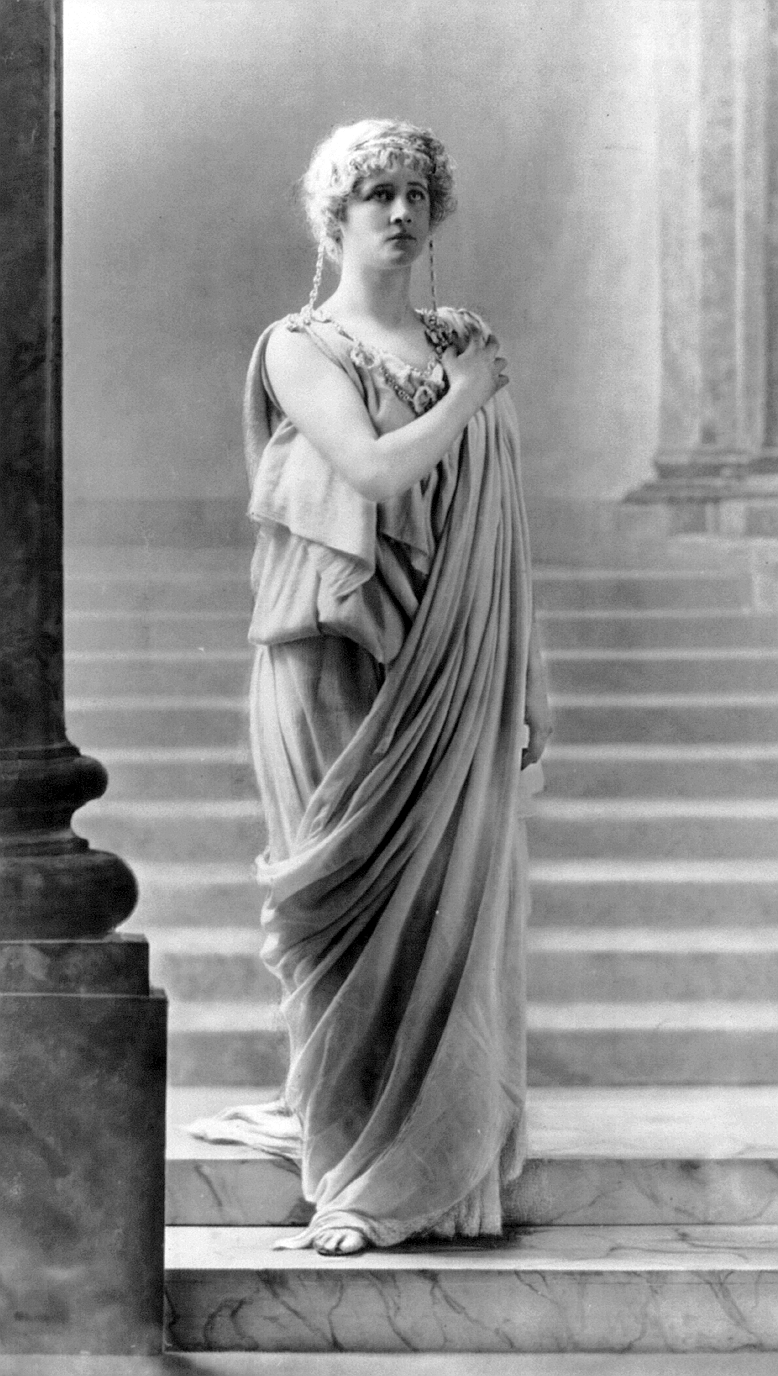
Mary Anderson dans le double rôle de Perdita en 1887

Parmi les mises en scène passées à la postérité figure celle où joua John Philip Kemble en 1811, Samuel Phelps en 1845 et Charles Kean (le fils d’Edmund Kean) en 1856 ; cette dernière version se fit remarquer par ses décors et ses costumes somptueux. Johnston Forbes-Robertson fut un Leontes mémorable en 1887, avec Mary Anderson dans le double rôle d'Hermione et de Perdita, et Herbert Beerbohm Tree reprit le rôle en  1906. Peter Brook monta la pièce à Londres en 1951 avec John Gielgud dans le rôle de Leontes.
Aux États-Unis, la pièce fut jouée à Broadway en 1946 avec Henry Daniell et Jessie Royce Landis et connut 39 représentations. En 1980, David Jones, ex-directeur associé de la Royal Shakespeare Company, inaugura sa nouvelle compagnie théâtrale à la Brooklyn Academy of Music en donnant The Winter's Tale avec Brian Murray. En 1983, la Riverside Shakespeare Company produisit une adaptation qui utilisait le texte du « Premier Folio » au Shakespeare Center de Manhattan. En 1993, Adrian Noble obtint un Globe Award de la mise en scène pour l’adaptation de la Royal Shakespeare Company qui obtint ensuite un grand succès à la Brooklyn Academy of Music en 1994.
La pièce est encore très populaire aujourd'hui. En février 2009, elle se joue dans deux mises en scène différentes à la Brooklyn Academy of Music de New-York (metteur en scène Sam Mendes) et au Folger Elizabethan Theatre de Washington, D.C. (mise en scène Blake Robison),.

#### Mises en scène en France
- 1980 :  mise en scène de Jorge Lavelli, Festival d'Avignon et Théâtre de la Ville
- 1988 : mise en scène Luc Bondy, dans une traduction de Bernard-Marie Koltès ; théâtre Nanterre-Amandiers, Cour d'honneur du Palais des papes Festival d'Avignon, TNP Villeurbanne
- 1993 : mise en scène de Stéphane Braunschweig, CDN d'Orléans
- 2010 : mise en scène de Lilo Baur, Théâtre de la Ville
- 2013 :  mise en scène de Patrick Pineau, dans une traduction de Daniel Loayza, création le 5 novembre Scène nationale de Sénart puis en tournée (en novembre à la MC2 de Grenoble puis à l'Espace Malraux de Chambéry).
- 2015/2016 : mise en scène de Philipe Car pour l'Agence de Voyages Imaginaires, création en novembre 2015 au Théâtre du Jeu de Paume à Aix-en-Provence.
- 2016 : mise en scène de Declan Donnelan et Théâtre Les Gémeaux/Sceaux
- 2020 : mise en scène de Philippe Brunet-Guezennec, théâtre du Nord-Ouest dans le cadre du cycle Shakespeare.
- 2023 : mise en scène de Sylvain Levitte
- 2024 : mise en scène de Julie Delille au Théâtre du Peuple

## Adaptations

### Au cinéma
La pièce a été portée deux fois à l'écran : 
- The Winter's Tale, version muette de Theodore Marston et Barry O'Neil qui date de 1910[8]
- la version de 1968 avec Laurence Harvey dans le rôle de Leontes[9].

La pièce de Shakespeare joue un très grand rôle dans le film de Rohmer Conte d'hiver, qui fait dire à un auteur comme Stanley Cavell que nous retrouvons les mêmes éléments figuraux, et le même schème épiphanique : celui d'un remariage.

### À la télévision
Jonathan Miller en produisit une adaptation pour la BBC en 1981, dans une mise en scène de Jane Howell avec Jeremy Kemp dans le rôle de Leontes,. La BBC en a produit plusieurs autres adaptations.

### Musique classique
Philippe Boesmans met en musique un opéra sur un livret adapté par Luc Bondy sous le titre Wintermärchen, créé en 1999 à La Monnaie de Bruxelles.